# Hierodula pygmaea
Hierodula pygmaea är en bönsyrseart som beskrevs av Werner 1933. Hierodula pygmaea ingår i släktet Hierodula och familjen Mantidae. Inga underarter finns listade i Catalogue of Life.